# First Touch Games
First Touch Games Ltd est une société de jeux basée à Oxford, fondée en 2011, qui produit principalement des jeux mobiles sur le thème du football. Avant sa création, First Touch Games était une équipe sous Exient.
First Touch Games est surtout connu pour ses jeux sur le thème du football, notamment First Touch Soccer (FTS), Dream League Soccer et Score! World Goals, avec plus de 1 000 buts de football réels à jouer. L'un des premiers jeux de la société, First Touch Soccer avec X2 Games, était l'un des premiers jeux de football pour les appareils iOS. Selon la société, ses jeux sont parmi les plus populaires de l'App Store. La valeur de l'entreprise est estimée à 28 millions de dollars. La valeur nette comptable de l'entreprise s'élevait à 4,9 millions de livres sterling (environ 7 millions d'euros) en 2014.
Selon la société, Score! World Goals a été téléchargé 10 millions de fois sur Google Play et fait partie du TOP 10 des jeux de sport dans plus de 50 pays. En 2012, Score! a remporté le prix TIGA du meilleur jeu vidéo occasionnel de 2012. Selon la société, Dream League Soccer fait partie du TOP 10 des jeux de sport sur l'App Store dans huit pays et est le jeu de simulation le plus populaire en Corée du Sud.